# Jean-François Bernard
Jean-François Bernard (Luzy, 2 mei 1962) is een Frans voormalig wielrenner. Zijn bijnaam in het peloton luidde Jeff. Hij was beroepsrenner van 1984 tot 1996. Bernard werd lange tijd gezien als de opvolger van Bernard Hinault. Hij kon die belofte niet inlossen maar won desondanks een groot aantal wedstrijden, waaronder vele tijdritten. Hij is een van de renners die een etappe won in alle drie de grote rondes.
Als amateur werd Bernard nationaal kampioen op de weg in 1983. Tijdens de Tour de l'Avenir in 1985, liet hij zijn grote talent al zien. Het seizoen nadien reed hij zijn eerste Tour de France en noteerde zijn eerste etappeoverwinning in Gap. Voorafgaand aan deze Tour had hij al enkele grote etappes gewonnen in de belangrijkste voorbereidingswedstrijden van dat moment.
Hij nam deel aan de Olympische Zomerspelen 1984 in de ploegentijdrit.
Het jaar 1987 zou het beste seizoen worden uit de loopbaan van Bernard. Hinault was gestopt en Jeff was gebombardeerd tot kopman van de nieuwe Toshiba-ploeg. In de klimtijdrit op de flanken van de Mont Ventoux reed hij in recordtempo naar boven. De Colombiaanse klimgeit Luis Herrera volgde op bijna twee minuten en de rest was nog verder weggeslagen. De gele trui was zijn deel. Die trui verloor hij de dag nadien door een ongelukkige samenloop van omstandigheden. Bernard reed meerdere malen lek en de zwakte van zijn ploeg kwam schrijnend aan het licht. Door meerdere aanvallen vooraan was het peloton in drie stukken gebroken en Bernard sloot aan in de achterste groep. Vrijwel alleen moest Bernard kilometers lang de achtervolgende groep leiden. De laatste tijdrit werd wederom met overmacht door hem gewonnen. Echter, alle ogen waren inmiddels al gericht op het duel Roche-Delgado. In Parijs bezette hij de derde plaats op ruim twee minuten van uiteindelijk winnaar Stephen Roche. Een hard gelag, gezien het feit hij meer dan vier minuten verloor in de rampetappe naar Villard-de-Lans.
In 1988 liet Bernard zien ook goed uit de voeten te kunnen in de Giro d'Italia. Hij won drie etappes en droeg enkele dagen de roze trui. Een onverlichte tunnel maakte een einde aan deze ronde en de tot dan toe voorspoedige carrière van Jean-François Bernard. De jaren nadien stonden in het teken van tal van blessures. Bernard zou nooit meer het niveau halen van weleer. In 1991 keerde hij terug als meesterknecht van Miguel Indurain. Hij werd een van de belangrijke kopstukken in de Banesto-ploeg tijdens diens gloriejaren. Gedurende het seizoen 1996 zette hij een punt achter zijn carrière.

## Belangrijkste overwinningen
1983 (Amateur)
- Frans kampioenschap wielrennen

1985
- 5e etappe Ronde van Zwitserland
- 2e etappe Ronde van de Limousin

1986
- Proloog Ronde van Armor
- 5e etappe deel A Ronde van de Middellandse Zee
- Eindklassement Ronde van de Middellandse Zee
- Proloog Ronde van Romandië
- 5e etappe deel B Ronde van Romandië
- Proloog Dauphiné Liberé
- 7e etappe deel B Dauphiné Liberé
- 16e etappe Ronde van Frankrijk
- Coppa Sabatini

1987
- 4e etappe Parijs-Nice
- 19e etappe Ronde van Italië
- 18e etappe Ronde van Frankrijk
- 24e etappe Ronde van Frankrijk
- Ronde van Emilia
- GP Rennes

1988
- 1e etappe Ronde van Italië
- 8e etappe Ronde van Italië
- 15e etappe Ronde van Italië

1989
- 2e etappe Ronde van de Vaucluse

1990
- 8e etappe deel B Parijs-Nice
- 15e etappe Ronde van Spanje
- 10e etappe Herald Sun Tour

1991
- Circuit de l'Aulne

1992
- 8e etappe deel B Parijs-Nice
- Eindklassement Parijs-Nice
- Eindklassement Critérium International
- 4e etappe deel A Omloop van de Sarthe
- Eindklassement Omloop van de Sarthe
- 4e etappe deel B Ronde van de Limousin
- 3e etappe Ronde van Catalonië

1993
- 4e etappe deel A Omloop van de Sarthe
- Eindklassement Omloop van de Sarthe
- 2e etappe Ronde van de Limousin

## Belangrijkste ereplaatsen
1985
- 3e Trofeo Baracchi

1986
- 2e Eindklassement Ronde van Romandië
- 3e Grote Landenprijs

1987
- 2e Eindklassement Parijs-Nice
- 2e Grote Landenprijs
- 2e 13e etappe Ronde van Frankrijk
- 3e 16e etappe Ronde van Frankrijk

1988
- 2e 13e etappe Ronde van Frankrijk

1991
- 2e 10e etappe Ronde van Italië
- 2e 12e etappe Ronde van Italië
- 2e 15e etappe Ronde van Italië
- 3e 9e etappe Ronde van Italië
- 3e 8e etappe Ronde van Frankrijk

1992
- 3e Luik-Bastenaken-Luik

## Resultaten in voornaamste wedstrijden
| Jaar | Ronde van Italië | Ronde van Frankrijk | Ronde van Spanje |
| ---- | ---------------- | ------------------- | ---------------- |
| 1984 |                  |                     |                  |
| 1985 |                  |                     |                  |
| 1986 |                  | 12e (1)             |                  |
| 1987 | 16e (1)          | ↑ (2)               |                  |
| 1988 | opgave (3)       | opgave              |                  |
| 1989 |                  |                     |                  |
| 1990 |                  | opgave              | 59e (1)          |
| 1991 | 14e              | 14e                 |                  |
| 1992 |                  | 39e                 |                  |
| 1993 |                  | 49e                 | opgave           |
| 1994 |                  | 17e                 |                  |
| 1995 |                  | 34e                 | opgave           |

| Jaar | Milaan-San Remo | Amstel Gold Race | Luik-Bast.‑Luik | Ronde van Lombardije | Waalse Pijl | Parijs-Tours | Bretagne Classic |  | WK op de weg |  | Wereldranglijsten |
| ---- | --------------- | ---------------- | --------------- | -------------------- | ----------- | ------------ | ---------------- |  | ------------ |  | ----------------- |
| 1984 |                 |                  |                 |                      |             | 16e          |                  |  |              |  |                   |
| 1985 |                 |                  |                 |                      |             | 40e          |                  |  |              |  |                   |
| 1986 | 99e             |                  |                 | 16e                  |             | 40e          |                  |  | 46e          |  | 9e (SPP)          |
| 1987 |                 |                  |                 |                      |             | 37e          |                  |  | 49e          |  | 12e (SPP)         |
| 1988 |                 | 92e              |                 |                      |             |              |                  |  |              |  |                   |
| 1989 |                 | 107e             | 93e             |                      |             |              |                  |  |              |  |                   |
| 1990 |                 |                  | 24e             |                      | 114e        |              |                  |  |              |  |                   |
| 1991 | 78e             | 113e             |                 |                      | 4e          |              | 26e              |  | 75e          |  |                   |
| 1992 | 32e             |                  | ↑               |                      |             |              | 16e              |  | 10e          |  | 38e (UWB)         |
| 1993 | 63e             |                  | 20e             |                      | 26e         |              | Zilver           |  | 39e          |  |                   |
| 1994 |                 |                  |                 |                      |             |              |                  |  |              |  |                   |
| 1995 |                 |                  |                 |                      |             |              |                  |  |              |  |                   |